# Hanshan (powiat)
Hanshan (chiń. upr. 含山县; chiń. trad. 含山縣; pinyin Hánshān Xiàn) – powiat w zachodniej części prefektury miejskiej Ma’anshan w prowincji Anhui w Chińskiej Republice Ludowej. Liczba mieszkańców Hanshan, w 2010 roku, wynosiła 376 436. Na skutek reorganizacji z 2011 roku część ówczesnego miasta Juhao, jako powiaty Hanshan i He, zostało przyłączone do prefektury Ma’anshan.